# Vasilis Vasilikos
Vasilis Vasilikos (grč. Βασίλης Βασιλικός, Kavala, 18. novembar 1933 – Atina, 30. novembar 2023) bio je nagrađivani grčki pisac, jedan od najpoznatijih u svetu i jedan od deset najprevođenijih grčkih pisaca. Njegov nefikcijski roman „Z” iz 1966. godine, koji govori o okolnostima ubistva poslanika iz stranke E.D.A. (Jedinstvena demokratska levica, prim. prev.) Grigorisa Lambrakisa 1963. godine, adaptiran je za bioskopsko platno 1969. godine u režiji Kostasa Gavrasa i osvojio je međunarodna priznanja sa istoimenim naslovom.

## Biografija
Rođen je 18. novembra 1933. godine u Potamudiji, delu grada Kavale. Njegovih roditelji su bili poreklom sa ostrva Tasos. Njegov otac je bio advokat Nikolaos Vasilikos, koji se bavio politikom te je bio izabran za poslanika Kavale 1936. godine, a njegova majka je bila Keti Vasiliku. Vasilis Vasilikos je imao jednu sestru, Elzu Vasiliku, bivšu šampionku u stonom tenisu. 
Završio je Licej Kariotakisa u Kavali, školu Valajani i američki Koledž Anatolija u Solunu. Zatim je studirao prava na Aristotelovom univerzitetu u Solunu i televizijsku režiju na dramskom odseku Univerziteta Jejl (Drama School - SRT) u Nju Hejvenu, u američkoj državi Konektikat. 
Od 1967. do 1994. godine živeo je i radio u inostranstvu (Italija, Francuska, Njujork prvih 7 godina nakon što je izgnan od strane Vojne hunte), sa trogodišnjom pauzom (1981 – 1984)  tokom koje je preuzeo dužnosti zamenika generalnog direktora ERT-a, dok je na vlasti bio Andreas Papandreu. Radio je kao pomoćnik reditelja u stranim produkcijama, reditelj dokumentarnih filmova, scenarista, urednik i čitač scenarija na televiziji Arte (1990-1993), novinar, pisac i prevodilac. Sarađivao je sa Nikosom Kundurosom na scenariju filma „Male Afrodite”.
Bio je ambasador Grčke u organizaciji Unesko (UNESCO) od 1996. do 2004. godine. Njegovom odlukom, Obrazovna ustanova E.S.I.E.A. (Udruženje urednika dnevnih novina Atine, prim. prev.), čiji je potpredsednik bio sve do svoje smrti, preimenovana je u Obrazovnu ustanovu ESIEA „Vasilis Vasilikos“.
Znao je engleski, francuski, italijanski i jermenski jezik. Bio je u braku sa sopranom Vaso Papandoniu i imao je jednu ćerku Evridiki. Bio je član Nacionalnog kluba navijača Pireja-Falira. Preminuo je 30. novembra 2023. u 90. godini. Njegova sahrana je obavljena na Prvom atinskom groblju 4. decembra 2023. godine.

## Politička karijera
Vasilis Vasilikos je bio na čelu izborne liste koalicije koju su formirale stranka Zelenih i Demokratska levica na parlamentarnim izborima 1915. godine, kao i na parlamentarnim izborima 2019. godine, kada je izabran ispred Koalicije radikalne levice (SIRIZA) i Naprednog saveza. Bio je poslanik od 7. jula 2019. do 22. aprila 2023. godine. 

## Priznanja
- Počasni doktor nauka Univerziteta u Patri na Katedri za filologiju
- Orden umetnosti i književnosti od Republike Francuske (1984)
- Član Međunarodnog parlamenta pisaca sa sedištem u Strazburu
- Član udruženja francuskih književnika (Maison des Ecrivains) u Francuskoj (1990-1993)
- Nagrada dvanaest grčkih književnika (1954, 1962)
- Državna nagrada za najbolju pripovetku (1980) - nije je prihvatio
- Velika nagrada za književnost Ministarstva za kulturu i sport (1. decembar 2017)

## Dela
Vasilikos je pisao romane, novele, pripovetke, pozorišna dela i poeziju. Njegova najpoznatija dela su: Jasonova priča (1953), Mitologija Amerike (1964), Monarh (1973), Harpun (1998), Žrtve mira (1956), Fotografije (1964), Ζ (1966), Mrtvozornik (1976), Smrt Amerikanca (1999) i druga. Njegove knjige su prevedene na 33 jezika širom sveta, kao i na Brajevu azbuku. 

### Prevodi
Preveo je dela Andrea Žida, Džejmsa Merila, Režisa Debrea i Balzaka.

### Antologije
- (1993) Λύρα Ελληνική. Η Ελληνική ποίηση ανθολογημένη από τον Ρήγα έως σήμερα. Επίμετρο: Πέντε και μία φανταστικές συνομιλίες (με τους Ρήγα, Κάλβο, Βιζυηνό, Παλαμά, Καβάφη, Καρυωτάκη), εκδ. Σέργιου Ραφτάνη, σ. 1098.
- (1998) Λύρα Ελληνική. Η Ελληνική ποίηση ανθολογημένη από τον Ρήγα έως σήμερα, εκδ. Ντουντούμης, σ. 1141.
- (2021) Πινακοθήκη "Λυρικών" Ποιημάτων. Η ποίησή μας ανθολογημένη από τον Ρήγα έως σήμερα (1796-2021), τόμοι Α'-Δ', πρόλογος-ανθολόγηση, Βασίλης Βασιλικός, Πέτρος Γκολίτσης, εκδ. Ρώμη, σ. 1750.

## Bibliografija
- Βασίλης Βασιλικός, Βαγγέλης Ψυρράκης, Δημήτρης Ραυτόπουλος, Δημήτρης Γκιώνης: Περί λογοτεχνίας και άλλων δαιμονίων, εκδ. Gutenberg, Αθήνα 2014, ISBN 978-960-01-1664-9.

## Spoljašnje veze
- Vasilis Vasilikos (1. deo) (dokumentarna arhiva ERT-a)
- Vasilis Vasilikos (2. deo) (dokumentarna arhiva ERT-a)
- Kavala - V. Vasilikos (dokumentarna arhiva ERT-a)
- Dostojno jest (grč. ΑΞΙΟΝ ΕΣΤΙ)